# I Won't Hold You Back
«I Won't Hold You Back» (en español: «No voy a conocerte») es el título de una power ballad interpretada por la banda de rock estadounidense Toto, escrita por Steve Lukather y lanzado como el cuarto sencillo para su cuarto álbum de estudio Toto IV (1982). 
Alcanzó la lista de los diez primeros, llegando en los Estados Unidos al puesto número 10 en el Billboard Hot 100 a mediados de 1983. Además, pasó tres semanas en el número 1 en la lista Billboard Adult Contemporary. El sencillo logró entrar en el top 40 en la lista UK Singles Chart del Reino Unido en el número 37. En Canadá, alcanzó el número 17 en la lista RPM Top Singles, además de alcanzar el número 1 en la lista Adult Contemporary. También alcanzó el número 11 en Irlanda. 
La canción se caracteriza por contar con la participación del bajista de Eagles Timothy B. Schmit en los coros.

## Posicionamiento en listas
| Lista (1983)                        | Máxima posición |
| ----------------------------------- | --------------- |
| Australia (Kent Music Report)       | 80              |
| Canadá (RPM Top Singles)            | 17              |
| Canadá (RPM Adult Contemporary)     | 1               |
| Estados Unidos (Billboard Hot 100)  | 10              |
| Estados Unidos (Adult Contemporary) | 1               |
| Estados Unidos (Cash Box Top 100)   | 14              |
| Irlanda (IRMA)                      | 11              |
| Reino Unido (UK Singles Chart)      | 37              |

### Sucesión en las listas
| Predecesor: «It Might Be You» de Stephen Bishop | U.S. Billboard Hot Adult Contemporary Tracks — Sencillo N°. 1 30 de abril de 1983 - 20 de mayo de 1983 | Sucesor: «My Love» de Lionel Richie |

| Predecesor: «Somebody Loves You» de Kamahl | Canada RPM Adult Contemporary Singles — Sencillo N°. 1 21 de mayo de 1983 - 27 de mayo de 1983 | Sucesor: «Puttin' On the Ritz» de Taco |

## Personal
Toto
- Steve Lukather - voz principal y coros, guitarras
- David Paich – piano, arreglos orquestales
- Bobby Kimball - coros
- Steve Porcaro - sintetizador
- David Hungate - bajo
- Jeff Porcaro - batería, percusión

Músicos adicionales
- Timothy B. Schmit - coros
- James Newton Howard - arreglos orquestales
- Marty Paich - arreglos orquestales